# 115 (число)
Вижте пояснителната страница за други значения на 115.
115 (сто и петнадесет) е естествено, цяло число, следващо 114 и предхождащо 116.
Сто и петнадесет с арабски цифри се записва „115“, а с римски цифри – „CXV“. Числото 115 е съставено от три цифри от позиционните бройни системи – 1 (едно), 5 (пет).

## Общи сведения
- 115 е нечетно число.
- 115 е атомният номер на елемента унунпентий.
- 115-ият ден от годината е 25 април.
- 115 е година от Новата ера.